# پادش
پادش (به بلغاری: Padesh) یک منطقهٔ مسکونی در بلغارستان است که در شهرستان بلاگووگراد واقع شده‌است. پادش ۳۵٬۸۵۲ کیلومتر مربع مساحت و ۶۳۹ نفر جمعیت دارد و ۷۰۰ متر بالاتر از سطح دریا واقع شده‌است.